# Fortnite Créatif
Pour un article plus général, voir Fortnite.
Fortnite Créatif est un mode de jeu de type bac à sable disponible dans Fortnite développé et publié par Epic Games. Le mode de jeu a été tout d'abord disponible aux possesseurs du passe de combat de la saison 7, le 6 décembre 2018. Et il est rendu disponible gratuitement le 13 décembre 2018.

## Système de jeu
Dans ce mode de jeu, les joueurs peuvent créer des structures sur une île privée et les partager avec un maximum de seize joueurs (y compris le propriétaire) pour divers modes de jeu multijoueur avec des règles personnalisables.
Les joueurs peuvent y placer, déplacer et effacer des objets, y compris des structures, des objets et des fonctionnalités de jeu.
Quand le mode de jeu est lancé, le joueur atterrit sur l'île « Accueil », d'où il peut se rendre sur ses propres îles, sur les îles des autres joueurs de son groupe, sur les îles de créateurs mises en avant ou, enfin, sur celles d'autres créateurs, auxquelles ils peuvent accéder en entrant un code.
Avant le chapitre 2 de Fortnite Battle Royale, une île populaire pouvait être mise en avant sur la carte nommée « Le Bloc ».

## Unreal Editor for Fortnite
L’Éditeur Unreal pour Fortnite (UEFN) est une version spécialisée d'Unreal Engine sortie en 2023, conçue pour créer et éditer du contenu généré par les utilisateurs dans Fortnite. UEFN intègre les fonctionnalités d'Unreal Engine à des aspects de Fortnite, permettant une expérience plus complète que son prédécesseur le mode Créatif. Le 20 mars 2024, des ressources Lego et la prise en charge de Metahuman ont été ajoutées. Le 23 juillet de la même année, des ressources de Fall Guys de Mediatonic ont été ajoutées, et la prise en charge de la publication de ces ressources a été ajoutée le 6 août.

## Sortie
Ce mode de jeu a été annoncé le 5 décembre 2018, quelque heures après la fuite de l'annonce par le youtubeur australien Lachlan. Une bande-annonce a été ensuite publiée et Epic Games s'est associé avec sept youtubeurs pour réaliser des vidéos sponsorisées à propos de ce nouveau mode de jeu.

## Accueil
Fortnite Créatif a été comparé au jeu de sandbox Minecraft sorti en 2011. Henry St Leger de TechRadar a écrit que cet épisode de Fortnite évite de s’inspirer des jeux de battle royale, pour s’inspirer de Minecraft. Il a estimé qu'il pourrait devenir un « rival sérieux » pour Minecraft en raison de l'infrastructure et de la fanbase de Fortnite.
Le méta-jeu a pour but de conserver une fanbase vivace pour Fortnite. Ben Kuchera de Polygon a écrit que le jeu est « un nouvel outil puissant ».
Les joueurs ont recréé diverses structures dans Fortnite Créatif. On peut citer une recréation du Faucon Millenium de Star Wars ou de Châteaunoir de Game of Thrones. D'autres ont utilisé des tuiles musicales pour interpréter des chansons populaires ou des airs tirés de mèmes Internet. Des cartes issues d'autres jeux vidéo tels que Counter-Strike et Call of Duty ont également été recréées.
De nombreux mini-jeux, inspirés d'autres jeux vidéo mais également créés par la communauté de Fortnite, ont vu le jour depuis son lancement.

## Développement
Pendant le développement du mode Créatif, Epic Games a donné la priorité à une réalisation rapide plutôt qu'à la création d'un mode parfait dès sa sortie. Pour cette raison, il y avait plusieurs gros bugs à la sortie. En raison de l'accent mis sur la vitesse, Epic Games a créé le système de préfabriqués, au lieu de la sélection complète de blocs vue dans d'autres jeux en mode créatif. Epic a pu lancer Fortnite Créatif plus tôt que prévu. Epic a mis à jour le mode créatif à plusieurs reprises depuis son lancement, corrigeant des bugs, ajoutant de nouveaux bâtiments et de nouveaux types d'îles.
Quatre nouveaux modèles d'îles de très grande taille ont été ajoutés dans la mise à jour 16.50 du mode créatif :
- Île plate à grille XL - Une île plate de très grande taille munie d'une grille.
- Île archipel XL - Un environnement de très grande taille centrée sur l'eau, avec des îles séparées.
- Île à crête montagneuse - Une île de très grande taille avec des montagnes, des lacs et des plages.
- Île à crête montagneuse vide - Une île à crête montagneuse de très grande taille, dénuée de végétation.

Alors qu'Epic a utilisé Fortnite : Battle Royale pour réaliser un certain nombre d'événements promotionnels, tels que des concerts virtuels, Epic s'est associé à Time pour créer une zone créative Fortnite dédiée à la célébration du 58e anniversaire du discours "I Have a Dream" de Martin Luther King le 28 août 2021.